# Pat Cardi
Pat Cardi (eigentlich Patrick Cardamone; * 2. Mai 1952 in Patchogue, Long Island, New York) ist ein US-amerikanischer Filmschauspieler.
Der Vater von Joe Cardamone, dem Frontmann der Band Icarus Line, war in den 1960ern und 1970ern ein gefragter Nebendarsteller, unter anderem in folgenden Fernsehserien:
- Temple Houston
- Ben Casey
- Gunsmoke

Auch stand er in 7 Spielfilmen vor der Kamera, so unter anderem in Die Schlacht um den Planet der Affen von 1973.